# Maison Margiela
Maison Margiela (произносится «Мезо́н Маржела́», в переводе с фр. — «дом Маржела», изначально Maison Martin Margiela) — французский модный дом одежды, ароматов и аксессуаров с главным офисом в Париже, основанный в 1988 году бельгийским кутюрье Мартеном Маржелой. Один из главных представителей деконструктивизма в моде.

## Общая характеристика
Модный дом производит как одежду, изготавливаемую индивидуально, так и массовые коллекции. Продукция бренда включает женскую и мужскую одежду, аксессуары, украшения, обувь, парфюмерию, а также предметы декора интерьера. Дом известен своим деконструктивистским кроем и авангардным подходом к дизайну. Maison Margiela проводит свои показы в нестандартных местах, таких как пустые станции метро или уличные перекрёстки. Лица моделей часто закрывают тканью или длинными волосами. Это позволяет акцентировать внимание зрителей на одежде. Дом Maison Margiela использовал новый принцип и в подборе моделей: их выбирали среди прохожих, отдавая предпочтение людям с нестандартной внешностью. Инновационным было использование ресайклинга, связанного с использованием переработанной одежды. Дом Maison Margiela связан с идеей устойчивой моды и имеет непосредственное отношение к установлению её принципов.
«Maison Martin Margiela» стал публичной компанией в 2002 году, когда был приобретён OTB Group (англ.).. Мартин Маржела оставил пост креативного директора в 2009 году, в этой роли его в 2014 году заменил Джон Гальяно.
Компания сотрудничала со многими брендами, в числе которых Barneys New York, Converse, G-Shock, Opening Ceremony (англ.), Hermès, H&M, L’Oréal, Swarovski и The North Face, Reebok.

## Мартен Маржела и принцип деконструкции
Работы дома Maison Margiela считаются важнейшим образцом деконструктивизма в моде. Maison Margiela используют крой, который построен на выявлении структуры одежды. «Работы Мартина Маржела были связаны с обращением к основам кроя» — замечает искусствовед Екатерина Васильева.
Модную деконструкцию рассматривают как метод структурного построения костюма, ставший базовой идеологией в костюме последних десятилетий XX века. Одновременно, понятие деконструкции в моде соотносится с условным набором атрибутов: выпущенные наружу швы, подчеркнутые элементы кроя, асимметричное строение одежды. Эти формальные элементы обнаруживают себя в коллекциях Maison Margiela.
Maison Margiela является наиболее важным представителем деконструкции в моде. Его коллекции оцениваются как наиболее показательные и значительные образцы модной деконструкции. Некоторые авторы полагают, что представление о деконструкции в костюме, возможно, сводятся исключительно к имени Мартина Маржела.

## История

#### Формирование и ранний период
Модный дом Maison Margiela был основан Мартином Маржелой, бельгийским дизайнером одежды, в 1988 году. До этого Маржела изучал моду в Королевской академии изящных искусств (англ.) в Антверпене, и хотя он окончил учёбу в 1979 году, его часто ошибочно причисляют к авангардному коллективу модных дизайнеров «Антверпенская шестёрка» (англ. Antwerp Six), выпустившихся в 1980—1981 годах.. В 1980-е годы важным источником вдохновения для Маржела был деконструктивизм в философии, моде и архитектуре.. Маржела начал использовать деконструктивистский стиль в 1980-х годах, работая дизайнером по фрилансу в Милане, Италия, часто обнажали структуру одежды, например, преднамеренно видимые прокладки и швы. В 1984 году Маржела становится ассистентом Жан-Поля Готье в Париже, проработав в такой роли до 1987 года.
В 1988 году Маржела основывает собственный модный дом названный по его имени — Maison Martin Margiela, с бизнес-партнёром и дизайнером Дженни Мейренс. Первоначально, работая в квартире в Париже, они открыли свой первый магазин и небольшую студию по адресу Leopoldstraat, 12, Антверпен. New York Magazine в своей статье о бренде написал: «Дизайнеру быстро удалось создать деконструированный образ [с его новым брендом]… Расплывчатый дадаизм, как будто Марсель Дюшан перевоплотился в качестве модельера, Маржела поставил под сомнение устоявшиеся каноны моды и гламура». Vogue позже написал, что его ранние идеи «спровоцировали шок и интриги» в индустрии моды. Лейбл, нашитый на одежду, представлял собой белый прямоугольник с чёрным текстом и четырьмя стежками по краям, обозначая таким образом уникальность бренда. Конкретные виды изделий отмечались на лейбле цифрами, причём в произвольном порядке.

#### Первые показы и анонимность
Журнал «New York Magazine» описывал первые показы модного дома как «возможно, более напоминающие арт-постановки, нежели тематические или опереточные шоу, популярные в Париже восьмидесятых»". В 1988 году в Париже Maison Martin Margiela презентовал свою дебютную коллекцию женской одежды для весны 1989 года. Отказываясь выходить для поклонов на своих показах, Маржела стал избегать фотографирования и начал контактировать со всеми медиа через факс для интервью, проходящих коллективно с целой командой дизайнеров модного дома и корреспонденцией, подписываемой «мы». Многие люди из мира моды стали воспринимать анонимность Маржелы как особый пиар-ход, хотя сам бренд Maison Martin Margiela комментировал непубличность своего создателя реакций на чрезмерную коммерциализацию современной моды и попыткой сместить фокус внимания на сами изделия, а не на людей, их производящих. Из-за такой позиции пресса окрестила Мартина Маржелу «Гретой Гарбо в мире моды» благодаря их схожей философии непубличной жизни. В 2008 году газета New York Times назвала Маржелу «невидимка в мире моды».

#### Продажа компании OTB Group
В 1998 году Maison Martin Margiela дебютировал с мужской линией одежды, получившей на бирке номер 10. Сам Мартин Маржела контролировал производство женской одежды французского модного дома Hermès с 1997 года до 2003 года с командой дизайнеров, работающих под начальством директора Hermès Жана-Луи Дюма (англ.). После выхода на биржу в 2002 году, контрольный пакет акций компании Maison Martin Margiela был приобретён OTB Group, холдингом под управлением Ренцо Россо, в собственности которого также находится итальянский бренд одежды Diesel. В декабре 2004 года, Maison Martin Margiela переехала в новый офис в здание бывшего монастыря XVIII века 11-м округе Парижа. Весь интерьер головного офиса и вся мебель были полностью окрашены в белый цвет с применением эмульсии, придавая интерьеру состаренный вид. В дополнение к белой обстановке, все сотрудники должны носить белые халаты (фр. blouse blanche), а также белые пальто, традиционно носимые дизайнерами одежды от-кутюр. Белые пальто — это дань истории и особая эстетика уравнивания, когда все работники, независимо от должности, одеты одинаково. К лету 2008 года было открыто уже четырнадцать бутиков компании.

#### Новая команда дизайнеров
В октябре 2009 года было объявлено, что Мартин Маржела покидает должность креативного директора Maison Martin Margiela, что вызвало волну слухов и спекуляций о причине ухода. После ухода Маржелы, анонимная дизайнерская команда продолжила выпуск одежды без креативного директора во главе. Исполнительный директор Жованни Панджетти заявил: «Мы по-прежнему хотим оставаться авангардным и провокационным брендом, но теперь без креативного директора. Это своеобразный вызов для нас. Мы понимаем это. Возможно, мы будем совершать ошибки, но самое важное это потом научиться на них». В 2010 году компания расширила производство товаров для дома и интерьера, и в июле 2011 года разработала дизайн нескольких концептуальных номеров в отеле La Maison Champs-Élysées на Елисейских Полях в Париже.
К осени 2014 году общий оборот бренда составляет около 126 миллионов долларов в год, с примерно пятьюдесятью собственными магазинами. В октябре 2014 было анонсировано, что Джон Гальяно займёт место креативного директора, в прошлом занимавший ту же позицию в брендах Givenchy, Dior и в своём собственном модном доме John Galliano. По сообщениям The Guardian, цели Maison Martin Margiela были направлены в первую очередь на то, чтобы сделать нового креативного директора «своим». Давая редкие интервью,. Гальяно презентовал свою дебютную коллекцию для Maison Margiela в январе 2015 года, получившую, в целом, положительные отзывы. После выпуска первой коллекции с Гальяно, модный дом отказался от имени «Martin» в названии бренда, сократив его до Maison Margiela. Представитель компании заявил, что новое название «отражает эволюцию модного дома». С фокусировкой Гальяно на одежде высокой моды, к концу 2015 года прибыли компании возросли на 30 %. В декабре 2024 года дизайнер сообщил, что покидает пост креативного директора Maison Margiela

## Бутики

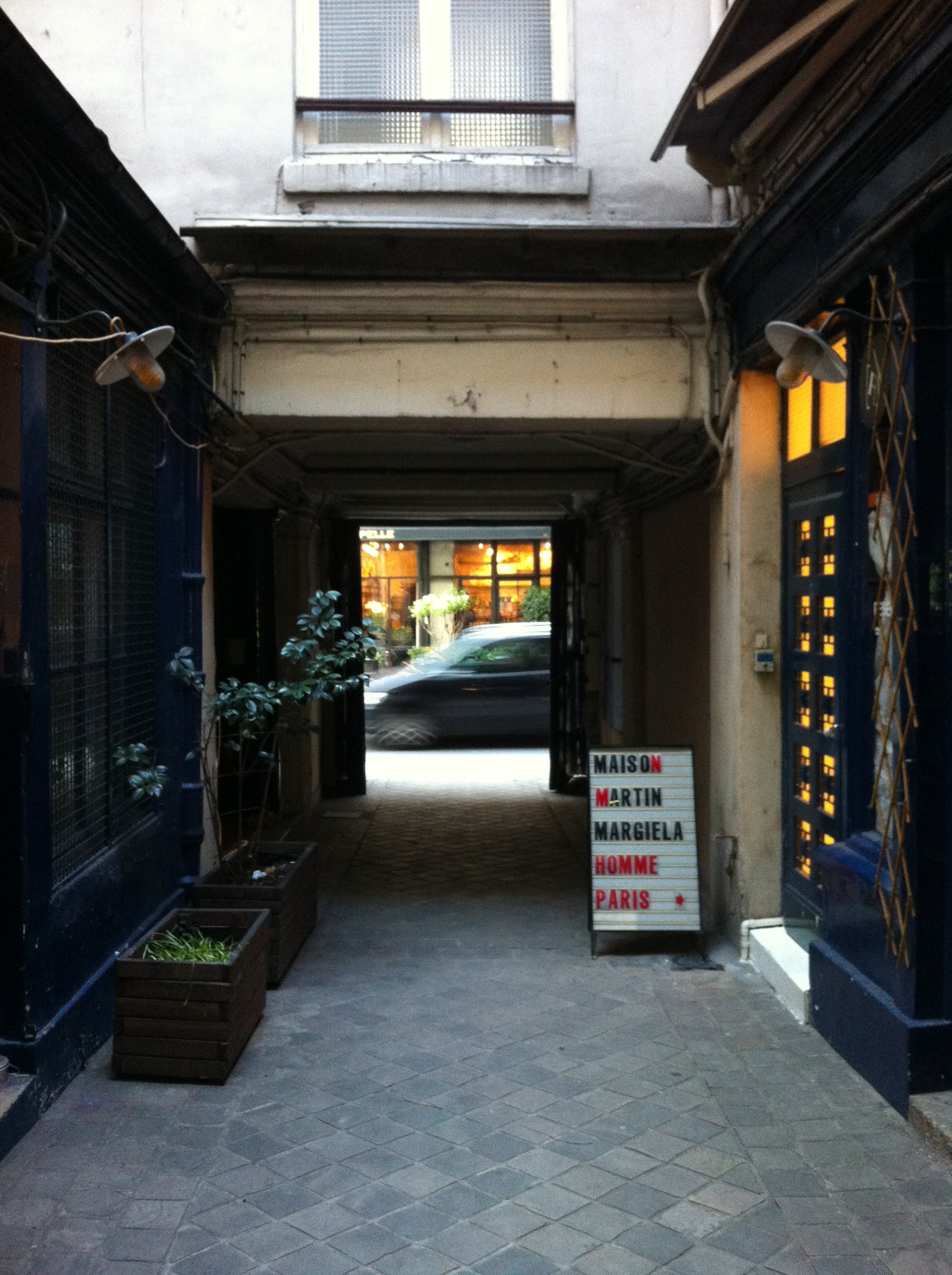
Бутик Maison Margiela в Париже, Франция в 2012 году

До покупки компании OTB Group в 2002 году, магазины бренда не были записаны в телефонных справочниках, а имя Маржелы не встречалось за пределами магазинов. К концу лета 2008 года было создано четырнадцать бутиков бренда, находящихся в таких городах, как Дубай, Гонконг, Москва и Мюнхен, открывшихся в последующие полгода. Осенью 2009 года бренд открыл поп-ап магазин (англ.) на выставке искусств Art Basel Miami Beach (англ.). Число бутиков компании возросло до семнадцати к 2010 году, и двадцать одному магазину, располагающихся в универмагах. К 2014 году число бутиков компании возросло уже до пятидесяти, а к 2017 году «Maison Margiela» имеет магазины в таких странах как Франция, Великобритания, Бельгия, Китай, Германия, Гонконг, Италия, Япония, Южная Корея, Тайвань, США и Таиланд.

## Основные коллекции

#### Нумерация основных линий
Maison Margiela присваивает каждой линейке своей продукции номер от 0 до 23 как определённую ссылку, без какого-либо хронологического порядка. Например, украшения имеют номер (12), обувь (22), очки (8), бижутерия (13) и парфюмерия (3). Модный дом производит как коллекции одежды, шьющиеся на заказ, так и готовые к носке, причём часто дизайнеры первых вдохновляются идеями вторых. Официальной стратегией компании является не иметь приверженности к определённым модным течениям.

#### Специфика коллекций
Maison Margiela известен деконструктивистскими принципами своих коллекций, а также, например, открытыми швами или оверсайз-моделями одежды. Другой деконструктивистский прием, который использует Maison Margiela, включает применение традиционных тканевых подкладок в качестве внешних слоев одежды. Дебютная для лейбла женская коллекция одежды 1988 года была рецензирована в The Independent как «фартук мясника, переделанный в соблазнительное вечернее платье» Другая работа с нетрадиционными материалами включала одежду, изготовленную из пластиковых мешков или вешалок из проволочного покрытия, брючные костюмы, сшитые из старой одежды 1970-х годов и украшения из цветного льда, так что одежда окрашивалась по мере его таяния.

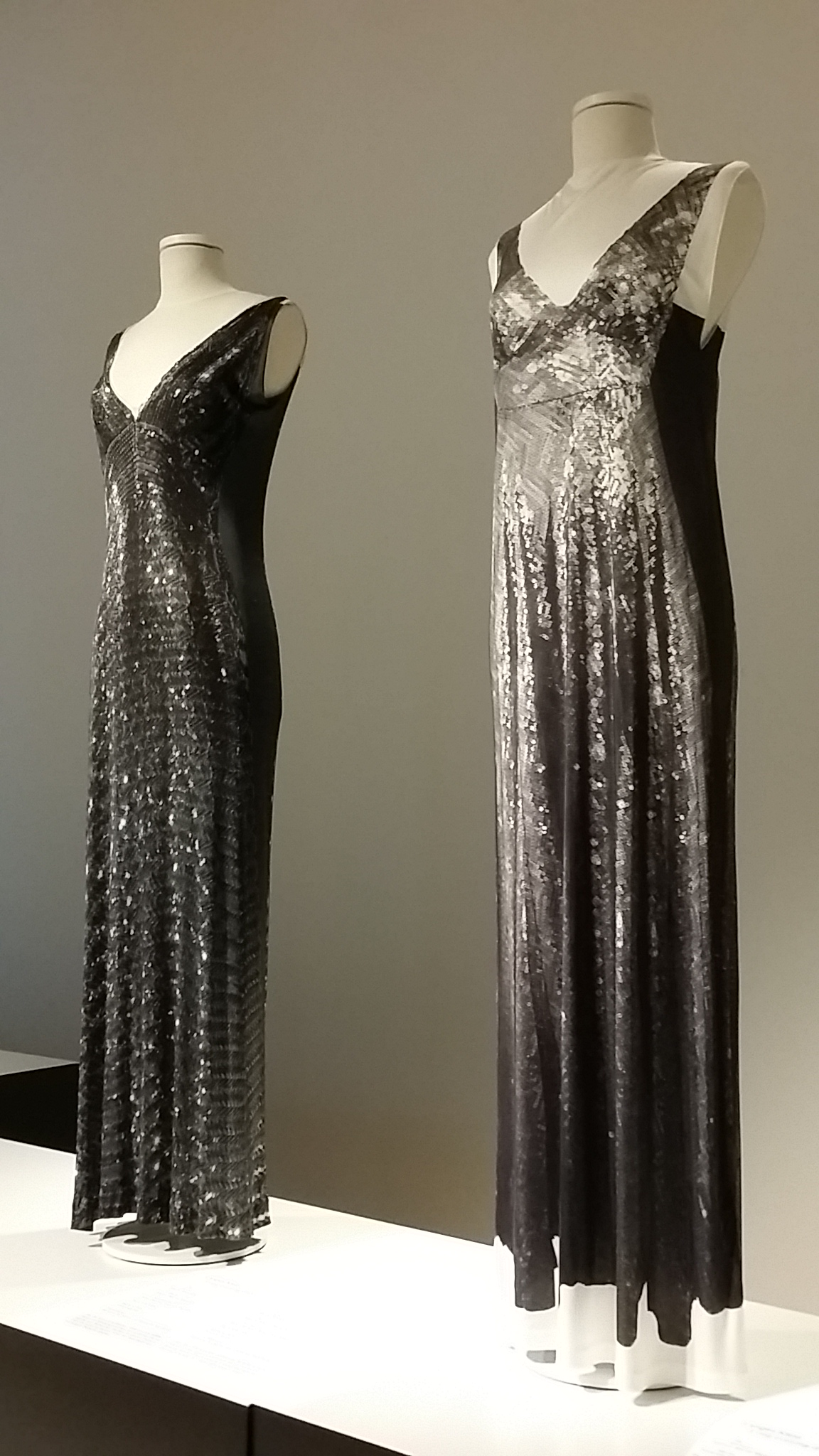
«Обманка» на декоре платья от Maison Martin Margiela, S/S 1996 (слева) и реплика для H&M 2012 года (справа)

Впервые показанные в 1989 году и представленные в 1992-м, одно из самых узнаваемых изделий бренда, обувь Таби, интерпретация традиционного японского носка с выделенным большим пальцем. В 1994 году Maison Margiela с вещами первого периода, с линией «завершённых репродукций», после составления предыдущей коллекции целиком из своих архивных записей. Maison Margiela с мужской коллекцией одежды в 1998 году, известной впоследствии как «линия 10».

#### Сотрудничество с Hermès
Мартин Маджела был креативным директором отдела женской одежды французского модного дома Hermès с 1997 года по 2003 год, а команда дизайнеров из Maison Martin Margiela выпускала дважды в год линейку одежды для магазина Hermès на Рю Сен-Оноре (фр.) в Париже. The Independent назвала коллекции «недооценёнными» с бесформенным мужским пошивом и неаккуратными чёрными вечерними платьями. New York Magazine описал коллекции как «спокойные исследования роскоши, сосредоточенные на классической одежде с тонкими и мастерскими изгибами». Maison Martin Margiela выпустила свою первую коллекция высокой моды в 2006 году.

#### Ювелирные линии и парфюмерия
В ноябре 2008 года бренд запустил небольшую коллекцию ювелирных украшений и очков, в том числе первую в бренде пару солнцезащитных очков, описанную как «непроницаемая чёрная линия, которая опоясывает лицо». Первый парфюм дома был создан в сотрудничестве с L’Oréal в 2009 году. Maison Margiela выпустила капсульную коллекцию для H&M в 2012 году, состоящую в основном из переизданных изделий из архива бренда. Компания также сотрудничала с обувной фирмой Converse, выпустив обувь в 2013 году, и также работала вместе с часовым брендом G-Shock и брендом бижутерии Swarovski при создании украшений в 2013 году.

## Модные показы и шоу
Maison Margiela известен своей нетипичной и оригинальной демонстрацией коллекций. Газета The New York Times описывает показы как «попеременно электризующие, смешные, сексуальные или просто странные». Журнал New York Magazine характеризует ранние показы как «возможно больше представления, чем тематические показы восьмидесятых годов в Парижской моде», а также как «радикальные и гуманистические выражения в одежде, в то время, когда мода казалась отчуждённой от современных реалий»". Показы Maison Margiela особенно интересны тем, что лица моделей часто закрыты капюшонами, тканью или длинными волосами, направляя таким образом всё внимание зрителей непосредственно на одежду, а не на моделей, одетых в неё. В 1989 году Maison Margiela устроил показ на детской площадке на окраине Парижа, где местные дети спокойно взаимодействовали с моделями. Критики из Business of Fashion со скептицизмом отнеслись к такой идее. Весной 1992 года следующим необычным местом для показа стала заброшенная станция Парижского метрополитена, где модели спускались по лестнице, декорированной свечами. По информации The Independent, другие локации для показов включали в себя круглые обеденные столы, расположенные в заброшенных складах, лестничные клетки старых городских домов и заброшенные вагоны метро.
Несмотря на то, что лейбл обычно избегает нанимать для показов известных моделей, весной 1993 года Кейт Мосс участвовала в показе «объединяющем минимализм с викторианской эпохой». В 1993 году состоялся показ, где модели проходили сквозь музыкантов духового оркестра, играющих на взлётной полосе. В 1994 году лейбл при создании коллекции вдохновился куклой Барби и представил своё видение её одежды, адаптированной для девушек. В 1995 году модели сидели в зале вместе со зрителями, а в 1997 году компания использовала карту, чтобы пригласить прессу на показ на французском перекрёстке, где модели поочерёдно выходили из двухэтажного автобуса Routemaster. По информации журнала Vogue, на протяжении двух сезонов 1998 года бренд проводил показы без живых моделей, используя в одном из них марионеток, сделанных Джейн Хау англ..

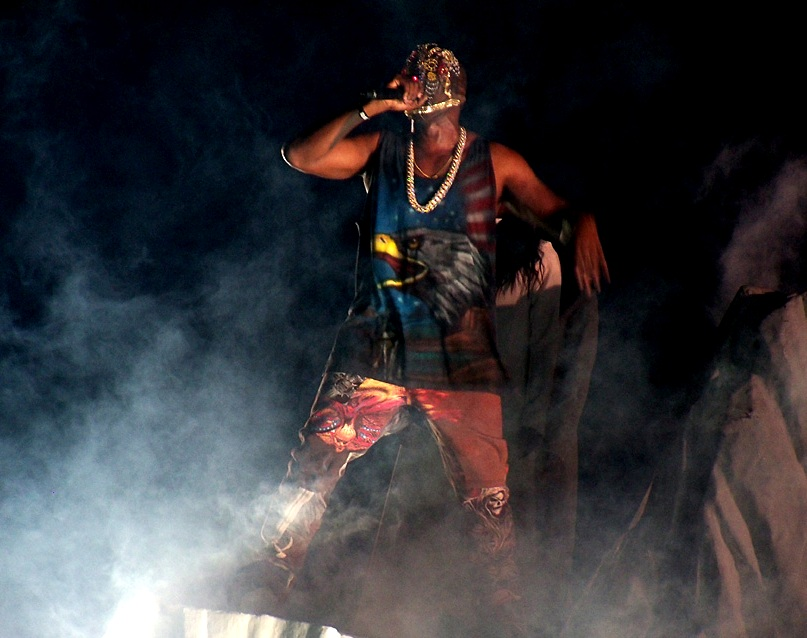
Канье Уэст в одежде и маске от Maison Margiela в его туре в поддержку альбома Yeezus, 2013 год

Maison Martin Margiela был приглашён со своей первой коллекцией высокой моды в Париж Французской федерацией моды (англ.) в 2006 году. В 2008 году дом моды провёл юбилейный показ в честь двадцатилетия с основания компании в Париже с праздничным тортом, гуляющим по подиуму вместе с моделями-ассистентами, одетыми в одежду работников компании". Дом моды разработал гардероб для тура Yeezus рэпера Канье Уэста в 2013 году.
В начале 2015 года бренд представил первые две коллекции с Джоном Гальяно в качестве креативного директора, первая из которых имела кустарные орнаменты, а вторая была составлена из тридцати подборок одежды, включая неоновые аксессуары, «туфли Мэри-Джейн и тапки из искусственной шерсти, короткие юбки и длинные пальто». Гальяно поддержал традицию и не вышел после показа на поклон, хотя и присутствовал в зале во время показа. В июле 2016 года бренд представил пальто в стили милитари, «парашютное платье», неоновую краску для лица и одежду в стиле XIX века. В сентябре 2016 Maison Margiela в сотрудничестве с Barneys New York использовала четыре витрины магазина на Мэдисон-авеню, чтобы с помощью зеркал и других приспособлений продемонстрировать свою новую коллекцию.

#### Ретроспективы и музейные коллекции
В Музее моды Антверпена — MoMu (англ.) хранится ретроспектива коллекций лейбла по 2008 год. Эту коллекцию вывозили на демонстрацию в Сомерсет-хаус в Лондоне в 2010 году. В начале 2015 года режиссёр Элисон Черник (англ.) сняла маленький фильм-биографию «Художник отсутствует» о Мартине Маржеле, который был показан на кинофестивале Трайбека. В 2017 году MoMu продемонстрировала экспозицию из 12 коллекций модного дома, созданных в то время, когда Маржела работал в Hermès. 23 октября 2017 года состоялась премьера документального фильма нидерландского режиссёра Менна Лайра Мейер «Мы, Маржела», на финальном кадре изображены титры с датами жизни Дженни Мейренс, бизнес-партнера и сооснователя бренда «Maison Martin Margiela», скончавшейся 1 июля 2017 года в возрасте 73 лет.